# Cesare Caso

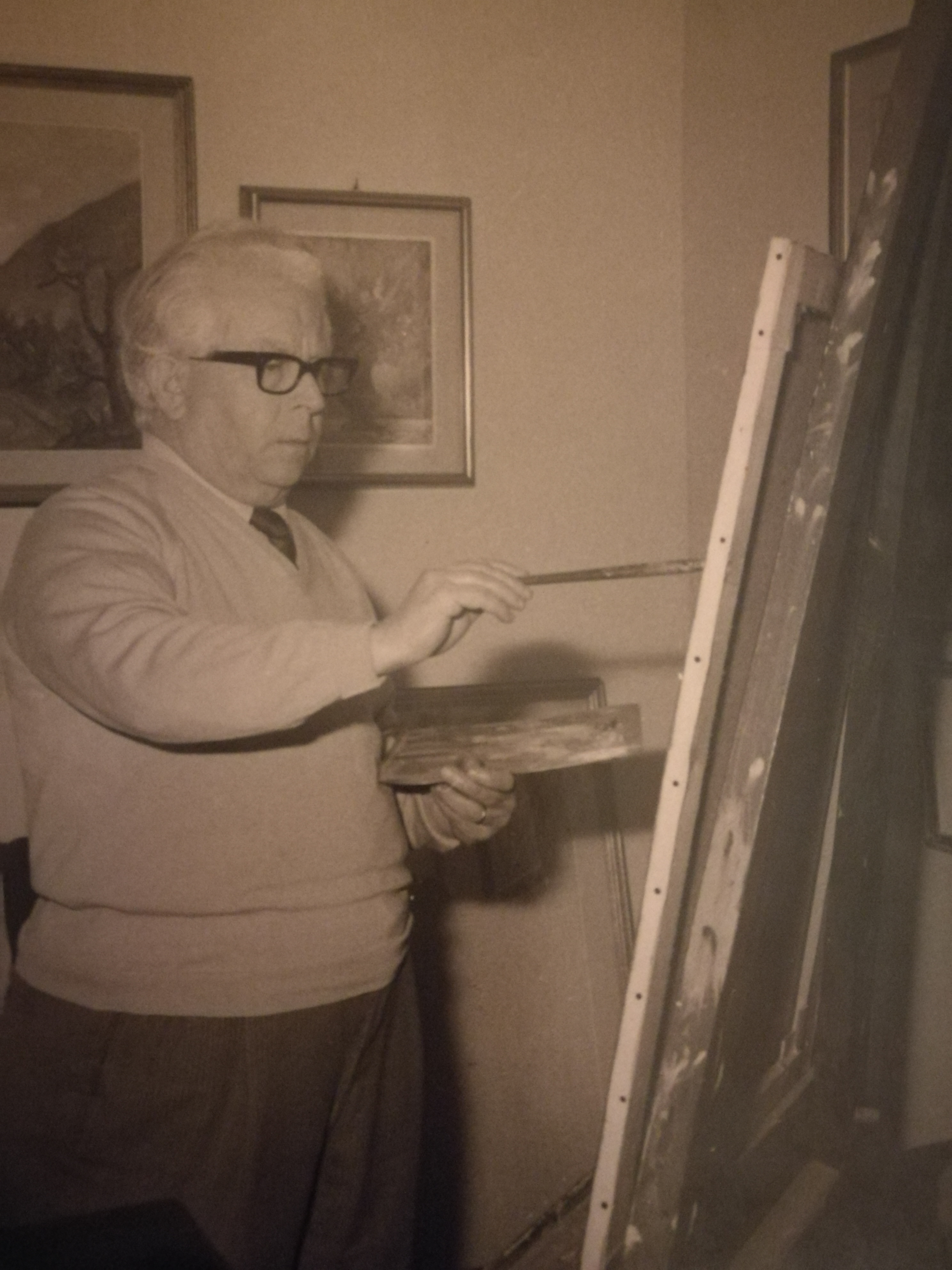
Il pittore Cesare Caso nel suo studio di Milano nel 1970

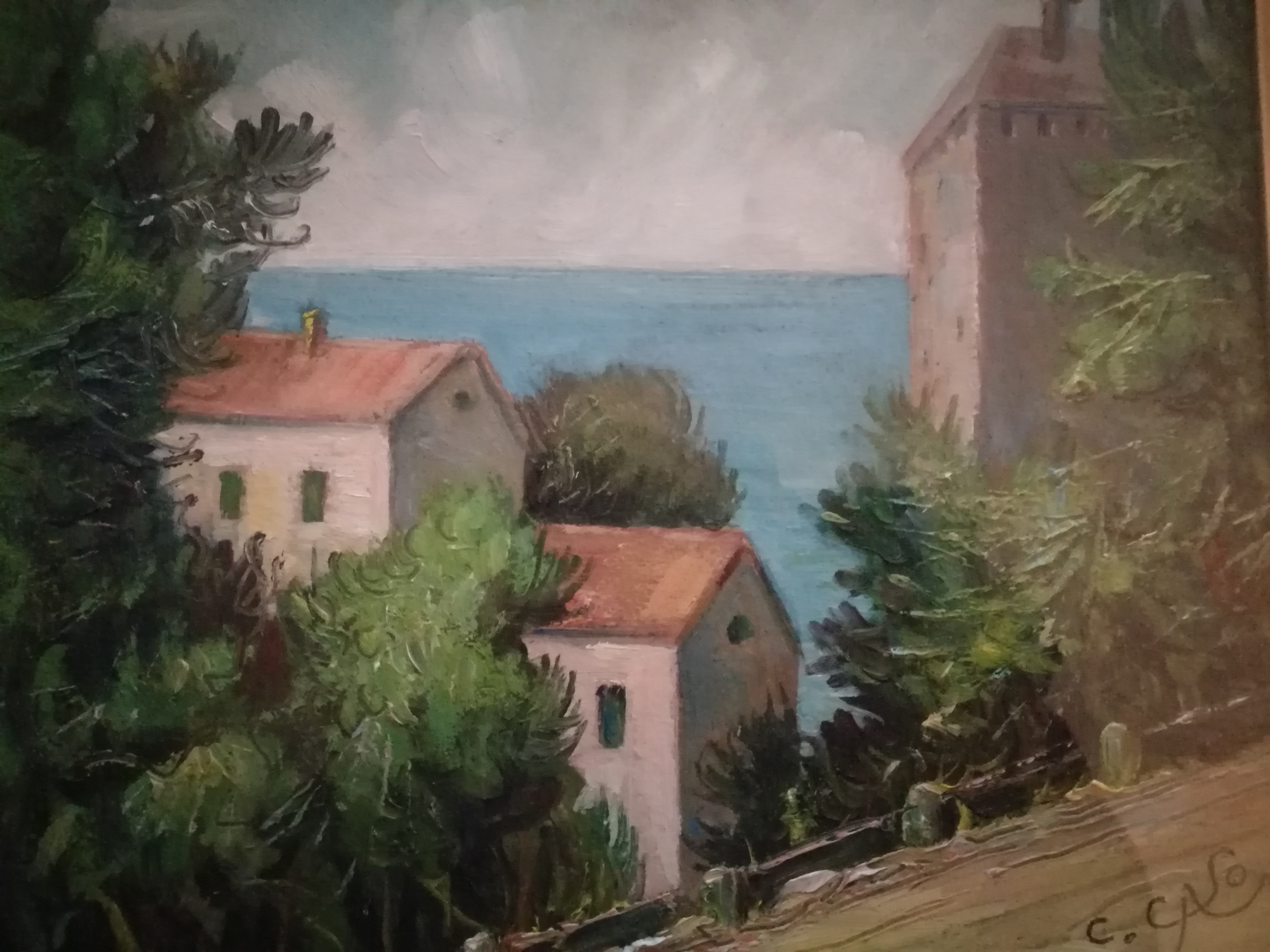
Paesaggio Sorrentino. Olio su compensato. Anni '70

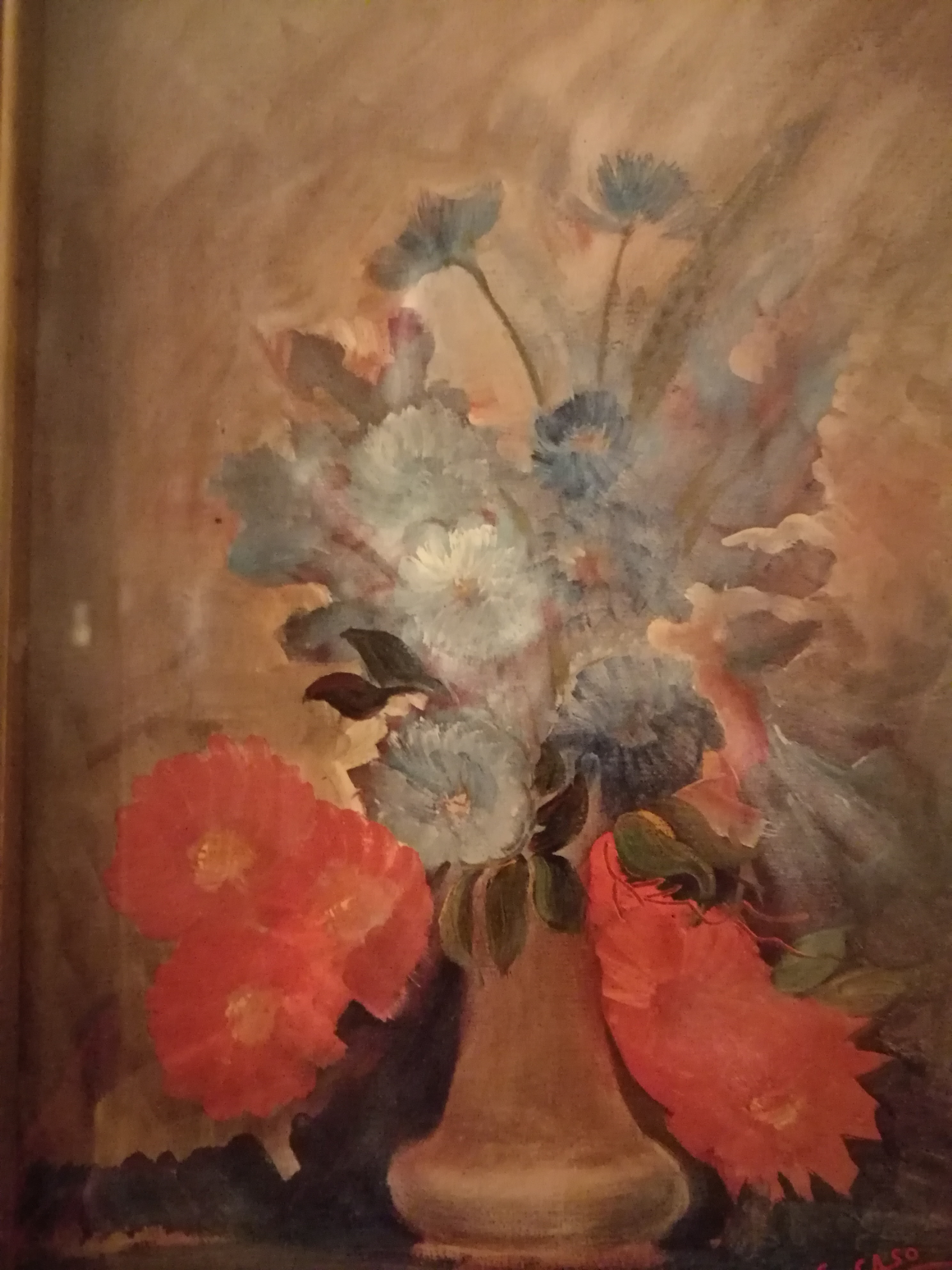
Composizione floreale. Olio su compensato. 1968

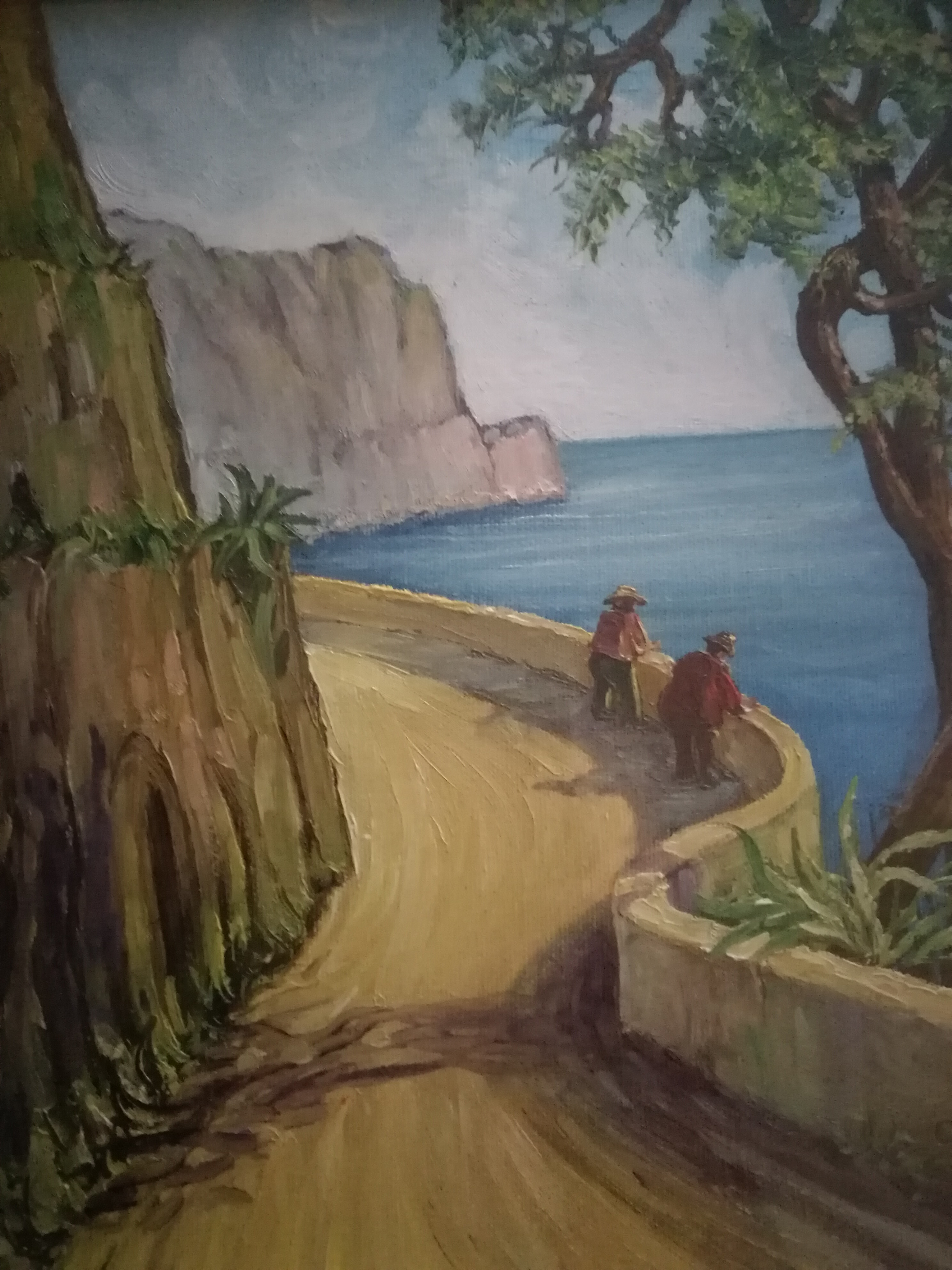
Marciano Massalubrense. Olio su compensato. Anni '70

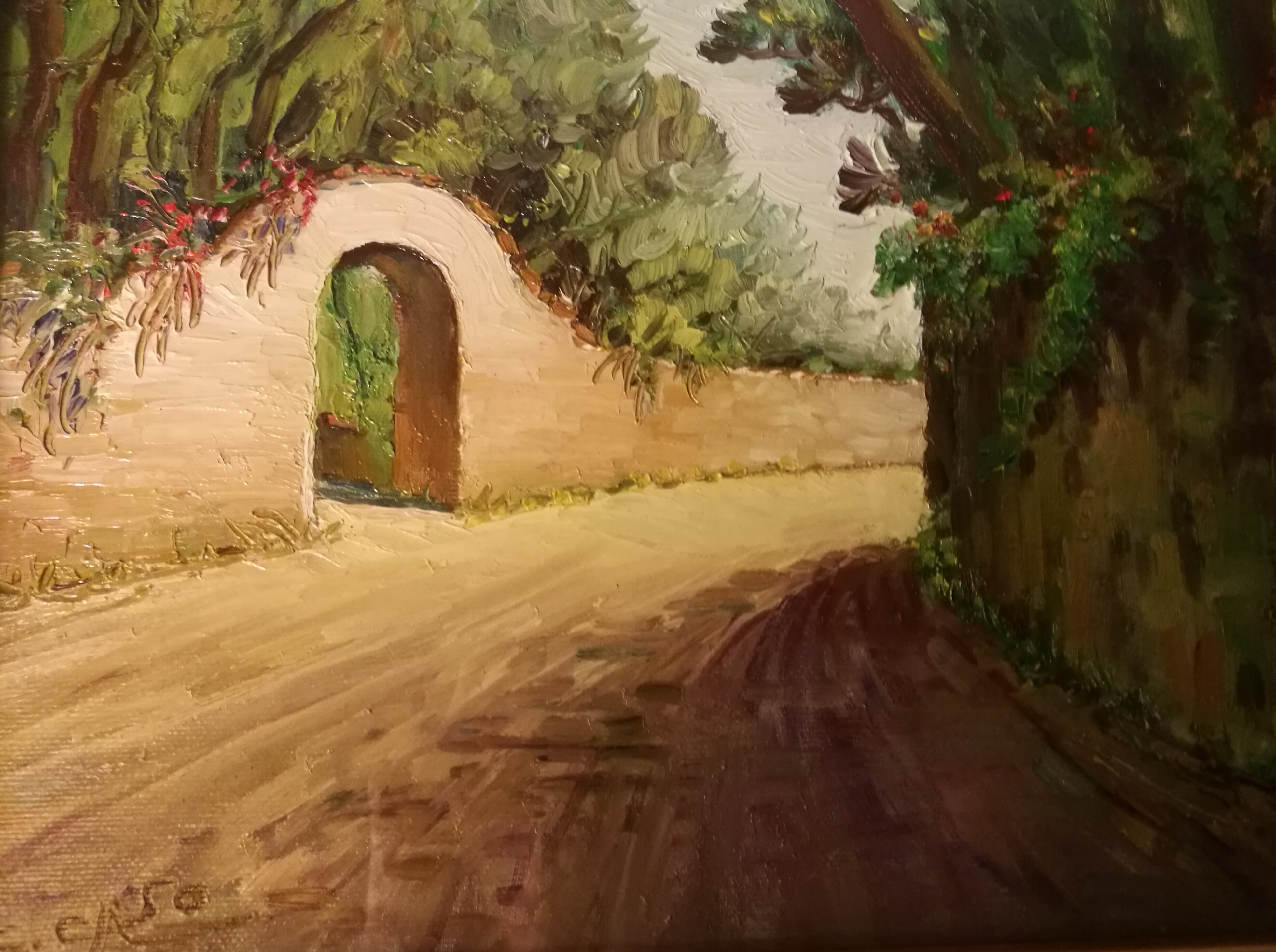
Marciano Massalubrense. Olio su compensato. Anni '70

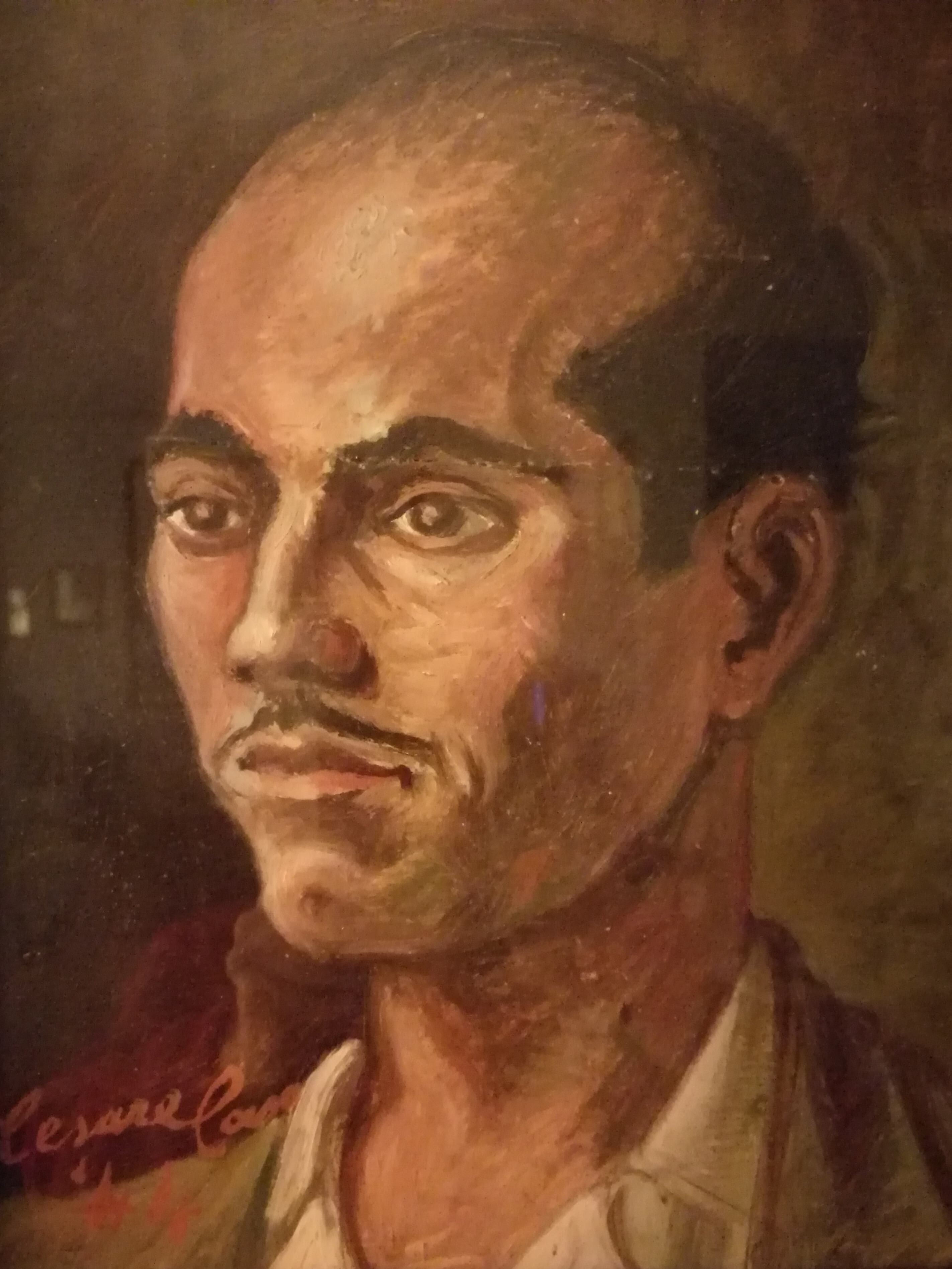
Ritratto del pittore Armando Formisano. Olio su legno. 1944

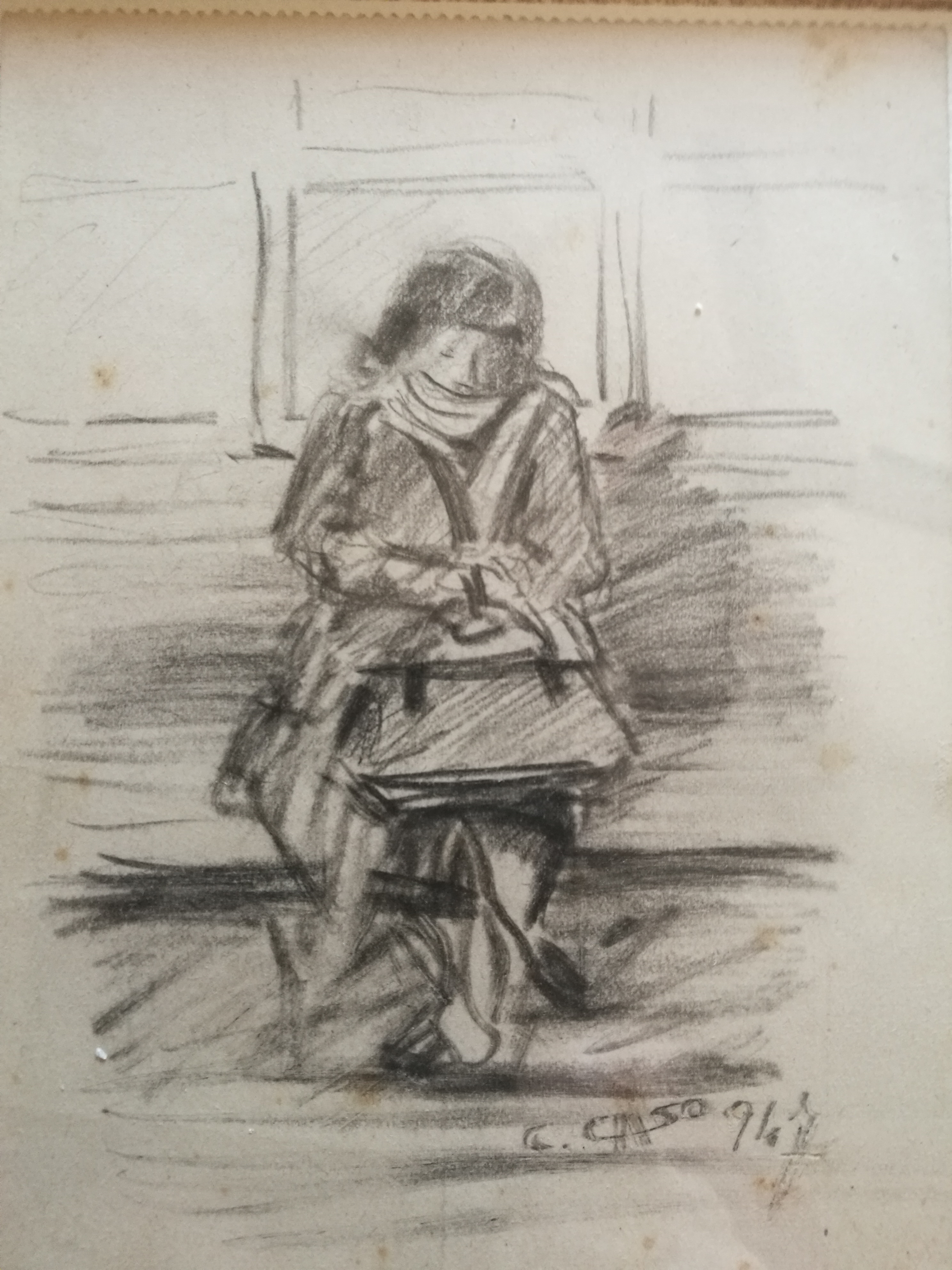
In tram per Monbello. Disegno. 1947

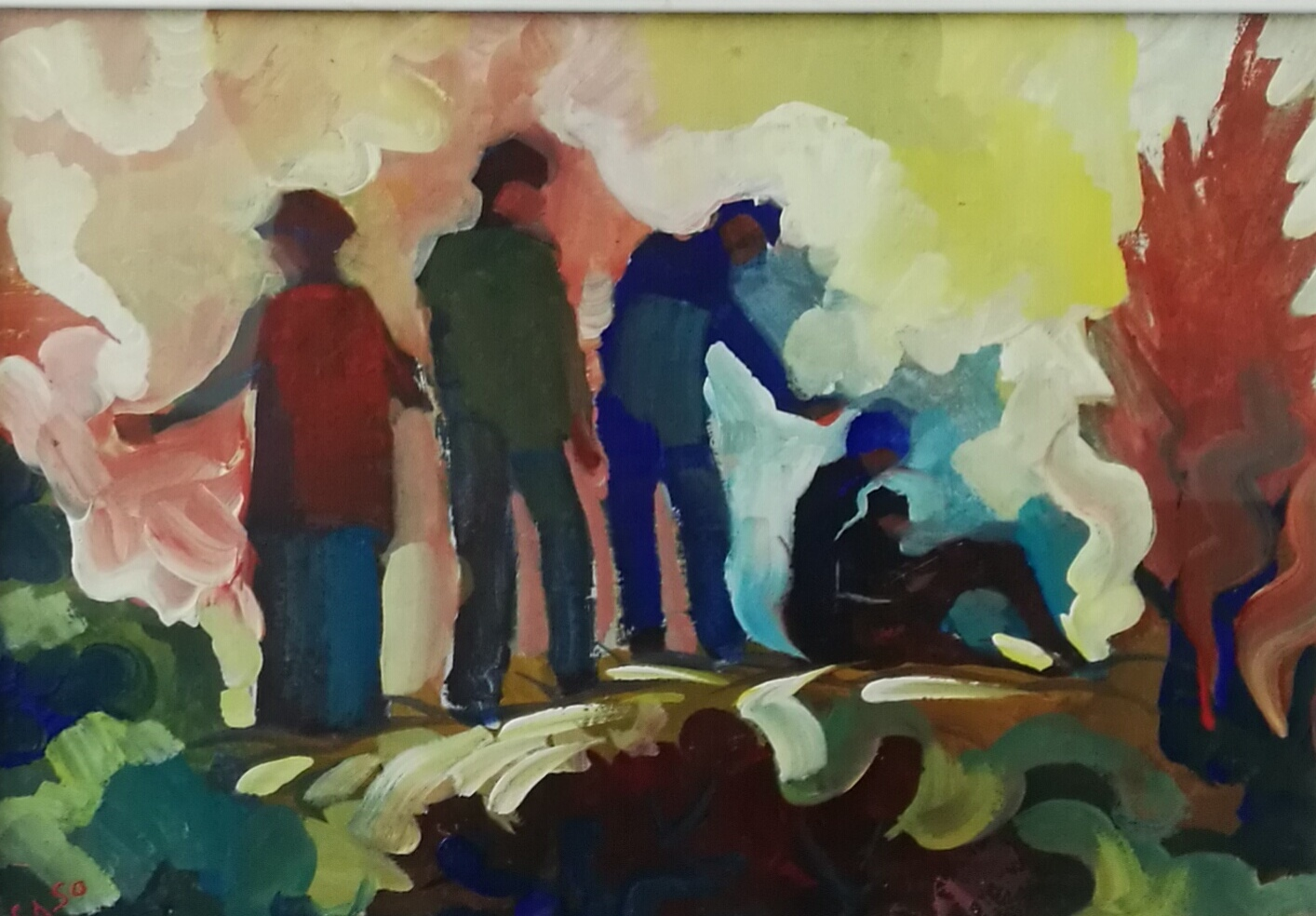
Figure all'aperto. Acrilico su compensato. Anni '60

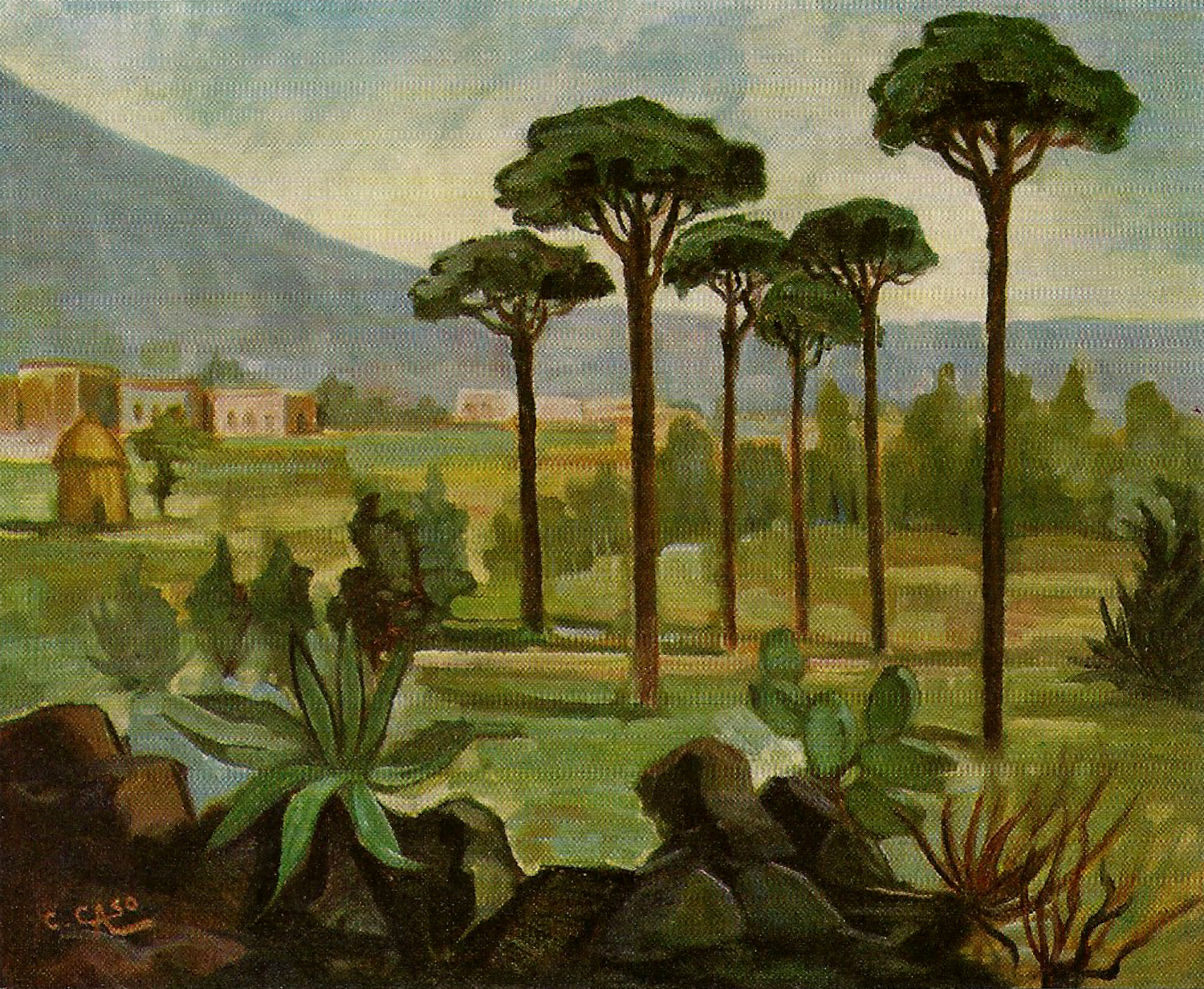
Paesaggio vesuviano. Olio su compensato. Milano anni '60

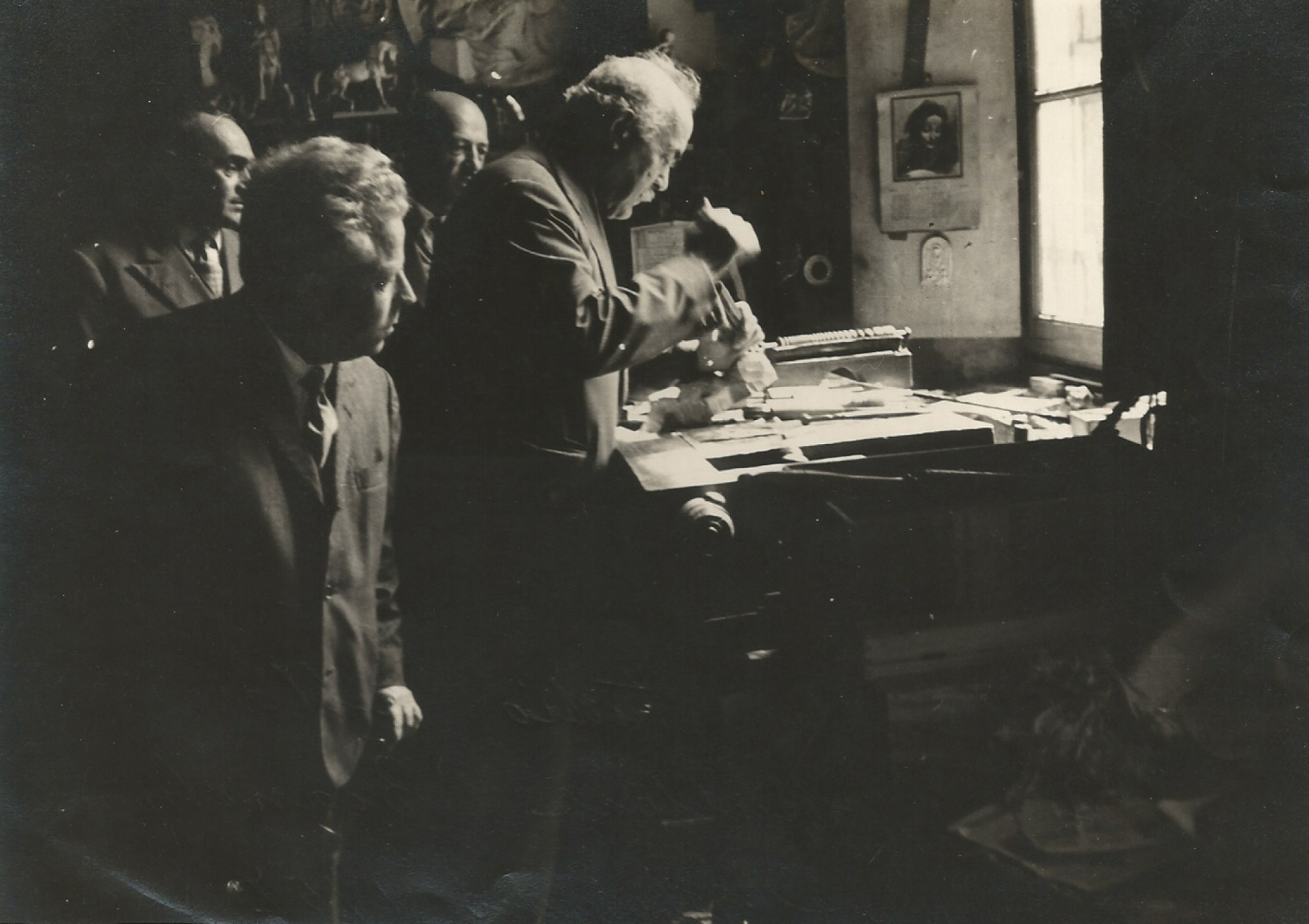
Nello studio dello scultore Bianchi. Pavia 1957

Cesare Caso (San Giorgio a Cremano, 21 ottobre 1903 – Sorrento, 26 agosto 1987) è stato un pittore italiano.

## Biografia
Cesare Caso nasce a San Giorgio a Cremano il 21 ottobre del 1903. Eredita la passione per l'arte dal padre, anch'egli pittore e raffinato decoratore, dal quale riceve i primi insegnamenti pittorici. È solo un adolescente quando già partecipa con successo alle prime mostre d'arte nel suo paese, coltivando il sogno di frequentare l'Accademia delle Belle Arti di Napoli, al quale però dovrà rinunciare a causa di una malattia che di li a poco colpirà il padre. Fu il grande pittore ottocentista Gennaro Villani, che conobbe giovanissimo, a fargli da maestro e del quale rimase per tutta la vita devoto discepolo e sincero amico. Tra la fine degli anni 20 e per quasi tutti gli anni 30, pur continuando a dipingere, si dedica prevalentemente alla decorazione in chiese ed edifici della borghesia locale e napoletana e successivamente alla scenografia nei teatri della rivista a Napoli, campi in cui raccoglie altrettanti consensi ed in cui viene molto apprezzato per la sua maestria tecnica e stilistica. Insieme ai suoi storici amici e colleghi tra cui anche il Maestro Gennaro Villani ed altri valenti pittori della zona vesuviana, partecipa a diverse mostre a Napoli. Da citare la 2ª Mostra Regionale alla Galleria Navarra di Napoli nel gennaio/ febbraio 1946 e le tre edizioni delle Mostre d'Arte al Circolo Professionisti ed Artisti della zona vesuviana rispettivamente nel 1945-46 e 47.  Verso la fine degli anni 40 si trasferisce a Pavia, dove già da anni vive la sorella maggiore Anna; qui oltre alla pittura, svolge (come del resto aveva già fatto nel suo paese) lavori di scenografia e decorazione nella vicina Milano.
Non saranno anni facili, quelli pavesi, dove, accolto prima tiepidamente nell'allora chiuso ambiente artistico locale, riuscirà tuttavia nel tempo a farsi apprezzare partecipando con consenso di pubblico e di critica favorevoli a diverse esposizioni. Tra le più importanti, la Mostra Collettiva Artisti Pavesi del 1958, al ridotto del Civico Teatro Franchini di Pavia, dove partecipa con due bellissime opere: Il Venditore di palloncini ed I Vecchi del Pertusano, già inserite nel volume " Artisti Viventi" di Domenico Maggiore nel 1956 con una biografia sull'artista. Nel 1957 si presenta con due dipinti rispettivamente alla Mostra d'Arte Pura al Maschio Angioino a Napoli ed alla Mostra d'Arte Sacra di Caserta, aggiudicandosi, in entrambe le Esposizioni, Medaglia d'Argento e Diploma di Merito. Fu però il periodo milanese il più fulgido artisticamente. È infatti a Milano, città in cui si trasferisce verso la fine degli anni cinquanta, che ottiene i maggiori riconoscimenti, partecipando a mostre nelle più importanti Gallerie d'Arte accanto a nomi di prestigio del panorama artistico di quel periodo (come Cantatore, Marinucci e Sassu) e con recensioni e note critiche lusinghiere.
Trascorre l'ultima parte della sua vita a Sorrento, città in cui vive per tutti gli anni 70, un'intensa attività artistica, partecipando a numerose collettive con i pittori sorrentini e allestendo diverse personali con grande successo.
Muore a Sorrento il 26 agosto del 1987. La stampa qualificata si e' interessata a lui con numerose note critiche e recensioni unitamente a molti colleghi artisti, come Raffaele Barscigliè, che ne curò le recensioni in molti cataloghi di sue personali a Sorrento.

## Pubblicazioni
- Artisti Viventi - Editore Domenico Maggiore - Napoli 1956
- Comanducci 1970- Luigi Patuzzi editore- Milano-
- Catalogo Bolaffi-1970
- Catalogo delle quotazioni della Pittura Europea contemporanea- ediz.Piccoli-Milano-1970-
- Dizionario Biografico dei Meridionali-ediz.Istituto Grafico Editoriale Italiano- Napoli- 1974
- Mercato Della Pittura Contemporanea- ediz. Conte- Napoli- 1973
- Enciclopedia universale Dell'Arte moderna -ediz.Seda- Milano-1969- 2°volume
- Pittori e pittura contemporanea- ediz. il Quadrato- Milano- 1967/68/69
- Gli anni 60 dell'Arte Italiana - ediz. Studio d'Arte Piacenza- 1969- 1°volume

## Alcune Mostre ed Esposizioni
- PRIMA MOSTRA D'ARTE CIRCOLO PROFESSIONISTI ED ARTISTI DELLA ZONA VESUVIANA - MAGGIO 1945
- MOSTRA D'ARTE AL CIRCOLO POLITECNICO DI NAPOLI - APRILE 1945
- SECONDA MOSTRA D'ARTE CIRCOLO PROFESSIONISTI ED ARTISTI DELLA ZONA VESUVIANA - AGOSTO 1946
- PRIMA MOSTRA D'ARTE A SAN GIORGIO A CREMANO (NA) - MARZO/APRILE 1946
- SECONDA MOSTRA D'ARTE GALLERIA NAVARRA - NAPOLI GENNAIO/FEBBRAIO 1946
- PRIMA MOSTRA D'ARTE QUALUNQUISTA – PORTICI (NA) 1946
- TERZA MOSTRA D'ARTE CIRCOLO PROFESSIONISTI ARTISTI DELLA ZONA VESUVIANA - PORTICI (NA) AGOSTO 1947
- MOSTRA D'ARTE PITTORI SCULTORI PAVESI – PAVIA DICEMBRE 1954
- MOSTRA SINDACATO PITTORI SCULTORI INCISORI ITALIANI AL RIDOTTO DEL TEATRO FRASCHINI PAVIA OTTOBRE 1956
- QUARTA MOSTRA COLLETTIVA DEGLI ARTISTI PAVESI - AL RIDOTTO DEL TEATRO FRASCHINI – PAVIA MARZO 1958
- MOSTRA NAZIONALE D'ARTE PURA MASCHIO ANGIOINO NAPOLI – FEBBRAIO/MARZO 1957
- MOSTRA D'ARTE SACRA CONTEMPORANEA – CASERTA 1957
- MOSTRA SOCIALE DI PITTURA-SCULTURA-DISEGNO ALLA PERMANENTE DI MILANO - FEBBRAIO 1966
- MOSTRA COLLETTIVA GALLERIA DEL TORNESE – MILANO 7/20 APRILE 1966
- MOSTRA COLLETTIVA GALLERIA RIGHI – MILANO 8/23 APRILE 1966
- PRIMO CONCORSO NAZIONALE DELLA TAVOLOZZA "LUIGI CRISCONIO" - SAN GIORGIO A CREMANO (NA) - OTTOBRE/NOVEMBRE 1966
- MOSTRA COLLETTIVA GALLERIA LUX – MILANO - GIUGNO 1967
- MOSTRA COLLETTIVA GALLERIA BROLETTO - MILANO SETTEMBRE 1967
- MOSTRA COLLETTIVA DI PITTURA - BOTTEGA D'ARTI SANT'AMBROEUS – MILANO APRILE 1968
- RASSEGNA NAZIONALE DI PITTURA "PREMIO SANT'AMBROEUS" – MILANO DICEMBRE 1969
- MOSTRA PERSONALE BOTTEGA D'ARTE SANT'AMBROEUS - MILANO NOVEMBRE 1969
- PREMIO DI PITTURA CLUB NEROAZZURRO - MILANO FEBBRAIO/MARZO 1969
- CONCORSO DI PITTURA "FLEUR D'ANIS" - PALAZZO DEL TURISMO – MILANO MAGGIO 1970
- PRIMA TRIENNALE NAZIONALE DI PITTURA CONTEMPORANEA "MARIO SIRONI" – NAPOLI 13/19 DICEMBRE 1970
- MOSTRA PERSONALE "GALLERIA LO ZODIACO" - VICO EQUENSE (NA) AGOSTO 1971
- MOSTRA MAESTRI MERIDIONALI - GALLERIA LA SIRENETTA – SORRENTO (NA) OTTOBRE 1971
- MOSTRA PERSONALE CENTRO CULTURALE "LA PRORA" - PIANO DI SORRENTO (NA) SETTEMBRE 1972
- MOSTRA COLLETTIVA PITTORI SORRENTINI - GALLERIA MONTI SORRENTO (NA) - OTTOBRE 1973
- COLLETTIVA D'ARTE "CENTRO D'ARTE LA MODIGLIANI" - CASTELLAMMARE DI STABIA (NA) GIUGNO 1973
- MOSTRA PERSONALE GALLERIA LA SIRENETTA - SORRENTO (NA) OTTOBRE 1975
- MOSTRA PERSONALE RISTORANTE PIC-NIC - MASSA LUBRENSE (NA) - AGOSTO 1977.

## Riconoscimenti
- MEDAGLIA D'ARGENTO - MOSTRA D'ARTE PURA A NAPOLI 1957
- MEDAGLIA D'ARGENTO - MOSTRA D'ARTE SACRA CASERTA 1957
- DIPLOMA E TROFEO " IL PENSIERO MEDICO" AL PREMIO SANT'AMBROEUS - MILANO 1969
- MEDAGLIA D'ORO PREMIO DI PITTURA CLUB NERO AZZURRO -MILANO - 1969
- MEDAGLIA D'ARGENTO MOSTRA COLLETTIVA PITTORI SORRENTINI – SORRENTO (NA) 1973
- DIPLOMA E TARGA ARTISTICA 1^RASSEGNA INTERNAZIONALE DI PITTURA "PREMIO CORSICATO" – SAN GIORGIO A CREMANO (NA) 1971
- DIPLOMA DI MERITO PRIMA EDIZIONE "PREMIO EUROPA 68 - ORGANIZZATO DALLA CASA EDITRICE IL QUADRATO - MILANO
- DIPLOMA PER MERITI ARTISTICI E CULTURALI CONFERITO DALL'ACCADEMIA D'ARTE E CULTURA "IL MARZOCCO" - FIRENZE 20 MARZO 1978
- DIPLOMA D'ONORE CENTRO LIGUSTICO D'ARTE GENOVA PER LA PARTECIPAZIONE ALLA MOSTRA CONCORSO NAZIONALE  "IL PAESAGGIO ITALIANO" - GENOVA 1970
- PREMIO ACQUISTO CONCORSO PITTURA ORGANIZZATO AZIENDA AUTONOMA DI SOGGIORNO CASTELLAMMARE DI STABIA (NA) 1974
- SEGNALAZIONE SPECIALE PRIMO CONCORSO NAZIONALE DI PITTURA CENTRO CULTURALE "AQUARIUS" - CATANIA 1974